# Cephalopholis formosa
Cephalopholis formosa  (лат.) — вид лучепёрых рыб из семейства каменных окуней (Serranidae). Распространены в Индо-Тихоокеанской области. Максимальная длина тела 34 см. Морские бентопелагические рыбы.

## Описание
Тело удлинённое, массивное, несколько сжато с боков; по бокам покрыто ктеноидной чешуёй. Высота тела меньше длины головы, укладывается 2,5—2,9 раза в стандартную длину тела (у особей длиной от 10 до 26 см). Длина головы укладывается 2,4—2,6 раза в стандартную длину тела. Межглазничное расстояние выпуклое. Предкрышка закруглённая, с зазубренными краями, нижний край мясистый. Верхний край жаберной крышки сильно выпуклый. Верхняя челюсть без чешуи, её окончание доходит до или немного заходит за вертикаль, проходящую через задний край глаза. На верхней части первой жаберной дуге 8—10, а на нижней — 14—18 жаберных тычинок. В спинном плавнике 9 жёстких и 15—17 мягких лучей; мембраны между жёсткими лучами усечены. В анальном плавнике 3 жёстких и 8 (редко 7) мягких лучей. В грудных плавниках 16—18 мягких лучей. Брюшные плавники короче грудных, их окончания почти доходят до анального отверстия. Хвостовой плавник закруглённый. В боковой линии 47—51 чешуй. Вдоль боковой линии 91—109 рядов чешуи, чешуи по бокам тела без дополнительных чешуек.
Тело и голова от тёмно-коричневого до желтовато-коричневого цвета, со слегка неправильными тёмно-синими линиями на голове, теле и плавниках (линии на теле и плавниках иногда отсутствуют). Рыло, губы и брюшная часть головы и груди с небольшими тёмно-синими пятнами.
Максимальная длина тела 34 см.

## Ареал и места обитания
Распространены в Индо-Тихоокеанской области от западной Индии до Филиппин; на север до Японии и на юг до Австралии. Распространение приурочено к материковым прибрежьям, избегают воды океанических атоллов и островов. Обнаружены только у островов Шри-Ланка и Лакшадвип. Морские бентопелагические рыбы. Обитают в прибрежных водах на коралловых рифах или над илистыми грунтами мёртвых рифов на глубине от 10 до 30 м. Ведут скрытный образ жизни. Питаются рыбами и ракообразными.